# 파르케 워너 마드리드
파르케 워너 마드리드(스페인어: Parque Warner Madrid)는 스페인 마드리드주 산마르틴데라베가에 있는 놀이공원이다. 2002년부터 2006년까지는 워너 브라더스 무비 월드 마드리드(Warner Bros. Movie World Madrid)라고 불리었다.

## 같이 보기
- 워너 브라더스 무비 월드